# Федеральна служба повітряних маршалів
Федеральна служба повітряних маршалів США — федеральний правоохоронний орган США, завданням якого є охорона цивільної авіації від тероризму шляхом виявлення та знешкодження осіб, які намагаються захопити літак.
За характером їхньої роботи повітряні маршали мають часто подорожувати. Також від них вимагають дуже високого рівня володіння зброєю. У 1990-ті роки повітряні маршали вважалися найкращими стрільцями серед всіх федеральних правоохоронних органів США. Повітряні маршали повинні не виділятися серед інших пасажирів, вони досконало володіють техніками розпізнавання поведінки терористів, навичками поводження з вогнепальною зброєю та навичками самооборони.

## Історія
В 1961 році Джон Кеннеді наказав федеральним правоохоронним органам виділити офіцерів для охорони деяких високоризикованих рейсів. Федеральна служба повітряних маршалів США почалась 2 березня 1962 як програма Федеральної авіаційної адміністрації. Цього дня перші 18 добровольців з Федеральної авіаційної адміністрації закінчили своє навчання. Їх тренувала прикордонна служба в місті Порт-Ізабель, Техас. Згодом у Федеральній авіаційній адміністрації створили окремий відділ авіаційної безпеки. Через декілька років повітряним маршалам видали вогнепальну зброю та вони пройшли навчання з самооборони в академії ФБР у Квантіко, Вірджинія.
У жовтні 1969 року через різке збільшення кількості викрадень літаків терористами на Близькому Сході, Служба маршалів США створила Відділ повітряних маршалів на базі свого відділу в Маямі, через те, що більшість викрадень в 1960-х вчинялася на рейсах, які вилетіли із Флориди.
Програма повітряних маршалів у 1970-х здійснювалася спільними зусиллями митної служби та Федеральної авіаційної адміністрації. 11 вересня 1970 у відповідь на зростання кількості захоплень літаків ісламськими терористами, Президент США Річард Ніксон наказав негайно розмістити озброєних федеральних агентів на американських літаках. Спочатку цю роль виконували агенти з Міністерства фінансів США. Згодом Митна служба США створила Відділ авіаційної безпеки, в який увійшло 1 700 співробітників. Вони працювали на американських комерційних рейсах і на внутрішніх та міжнародних, у командах по 2—3 особи. Також ці співробітники спостерігали за пасажирами в аеропортах США. Після того, як в 1973 році Федеральна авіаційна адміністрація видала наказ про огляд усіх пасажирів, цей відділ був скасований. Деякі зі співробітників цього відділу перейшли в ФАА і продовжували працювати повітряними маршалами. Починаючи з 1974 року, повітряні маршали рідко з'являлися на літаках.
В 1985 році Президент США Рональд Рейган попросив розширити програму повітряних маршалів і згодом Конгрес США затвердив Акт з міжнародної безпеки та розвитку співробітництва. Після затвердження цього акту й захоплення терористами літака TWA Flight 847 в 1985 році, кількість повітряних маршалів була збільшена і вони зосередили свої зусилля на міжнародних рейсах. Спочатку деякі країни, зокрема Велика Британія та ФРН були категорично проти, щоб озброєні люди прилітали до них. Але цю проблему згодом було вирішено завдяки переговорам і повітряні маршали дістали можливість діяти по всьому світу.
В 1992 році Грег МакЛауглін був призначений головою програми повітряних маршалів. Він перевів роботу повітряних маршалів на добровільну основу, що зробило Федеральну службу повітряних маршалів досить потужною організацією. В 1990-ті роки повітряні маршали мали один з найвищих рівнів володіння зброєю в світі.
До теракту 11 вересня 2001 в Федеральній службі повітряних маршалів на платній основі працювало лише 33 особи, хоча Конгрес дозволив найняти 50. У 2001 році Президент США Джордж Вокер Буш наказав розширити ФСПМ. До неї перейшло багато агентів інших федеральних правоохоронних органів. Одразу після теракту 11 вересня 2001 Грегу МакЛаугліну було наказано підготувати 600 нових повітряних маршалів упродовж одного місяця.
У 2003 році Аса Гатчінсон перемістив Федеральну службу повітряних маршалів з Управління безпеки транспорту (TSA) до Міграційної та митної правоохоронної служби США але Майкл Чертофф перемістив їх назад до TSA у 2005 році.
В 2013 році в ФСПМ працювало приблизно 4000 осіб.

## Принципи роботи
Щоб стати повітряним маршалом, треба пройти підготовку, яка складається з двох основних частин. Першою є семитижнева основна підготовка, така ж, яку проходять всі майбутні правоохоронці. Основна підготовка проходить у Федеральному центрі підготовки правоохоронців у місті Артезія (Нью-Мексико), після чого продовжується в Центрі підготовки федеральної служби повітряних маршалів в Нью-Джерсі. Там майбутні повітряні маршали проходять підготовку з таких специфічних дисциплін, як стрільба, фізична підготовка, аналіз поведінки, самозахист, перша медична допомога та інше. Друга частина підготовки є практикою, вони навчаються діяти в певних ситуаціях. Вони ще більше покращують свої навички стрільби, бо в літаку дуже обмежений простір і є ризик влучити не в ту людину.
Повітряні маршали озброєні пістолетами SIG Sauer P250 або SIG Sauer P229, розкладними кийками та наручниками.
До 2006 року існували правила, згідно з якими повітряні маршали мали строгий дрес-код, мали зупинятись тільки в певних готелях, мали проходити перевірку в аеропорту та мали сідати в літак одними з найперших, що робило їх дуже помітними. В 2006 році Асоціація працівників федеральних правоохоронних органів змусила Міністерство національної безпеки США відмінити ці правила, щоб зберегти анонімність повітряних маршалів.
30 травня 2013 колишній повітряний маршал Клей Байлз випустив першу книжку про повітряних маршалів під назвою «Федеральна служба повітряних маршалів США: Історична перспектива, 1962—2012» (англ. The United States Federal Air Marshal Service: A Historical Perspective, 1962 - 2012). У цій книжці були опубліковані маловідомі факти про роботу повітряних маршалів та про їхню 50-річну історію. 1 липня 2014 він випустив ще одну книжку під назвою «Незахищене небо» (англ. Unsecure Skies), в якій він звинуватив Федеральну службу повітряних маршалів у корупції, кумівстві та непрофесіоналізмі.